# Чемуты
Чемуты — деревня в Смоленской области России, в Ельнинском районе. Население — 11 жителей (2007 год) . Расположена в юго-восточной части области в 9 км к востоку от города Ельня, в 9 км восточнее автодороги Р137 Сафоново — Рославль, в 4 км к югу от автодороги Р96 Новоалександровский(А101)- Спас-Деменск — Ельня — Починок. В 3 км к северу от деревни железнодорожная станция Калошино на линии Смоленск - Сухиничи. Входит в состав Пронинского сельского поселения.

## История
В годы Великой Отечественной войны деревня была местом ожесточённых боёв и дважды была оккупирована гитлеровскими войсками. 1-й раз в июле 1941 года (освобождена в ходе Ельнинской операции), 2-й раз в октябре 1941 года (освобождена в ходе Ельнинско-Дорогобужской операции в 1943 году). Была освобождена 68-й армией.